# Emerald Fennell
Emerald Lilly Fennell (/fɪˈnɛl/; n.  ?) este o actriță, regizoare și scriitoare engleză. A primit numeroase premii, inclusiv un premiu Oscar, două premii BAFTA și nominalizări la trei premii Emmy și trei premii Globul de Aur.
Fennell a atras atenția inițial pentru rolurile sale din filme de epocă, precum Albert Nobbs⁠(d) (2011), Anna Karenina (2012) și Daneza (2015). A devenit cunoscută pentru rolul principal din serialul dramatic BBC One Cheamă moașa⁠(d) (2013–2017) și pentru interpretarea Camillei Parker-Bowles în serialul dramatic Netflix The Crown (2019–2020), fiind nominalizată la premiile Primetime Emmy pentru cea mai bună actriță în rol secundar într-un serial dramatic.
Ca scenaristă și regizoare, Fennell este cunoscută ca producătorul serialului thriller de spionaj Obsesia Evei (2019) de la BBC, care i-a adus două nominalizări la premiile Emmy. Și-a făcut debutul regizoral în lungmetraj cu thrillerul Promising Young Woman⁠(d) (2020), pentru care a câștigat premiul Oscar pentru cel mai bun scenariu original și a primit nominalizări la premiile pentru cel mai bun film și cel mai bun regizor. Fennell a scris, de asemenea, cartea pentru musicalul Cinderella (2021) al lui Andrew Lloyd Webber și a regizat al doilea film al său, thrillerul psihologic Saltburn (2023).